# Eduardo Rergis
Eduardo Rergis Pacheco (Veracruz, 20 de abril de 1956) es un exfutbolista profesional mexicano. Actualmente es director técnico y metodólogo para la Concacaf. Su último club en dirigir fue el Atlante en la Liga de Ascenso MX.

## Jugador
Fue jugador de la selección de fútbol de México que participó en los Juegos Olímpicos de Montreal 1976, donde la selección no pudo superar la primera fase contra Francia, Israel y Guatemala ya que perdió contra los primeros y empató contra los otros dos. Participó en la Copa Mundial de Fútbol Juvenil de 1977, jugando la semifinal contra Brasil, partido en el que anotó el único gol con su selección, y la final contra la Unión Soviética, que México perdió por penales por 9 a 8.

### Participaciones en Juegos Olímpicos
| Torneo                   | Sede     | Resultado    |
| ------------------------ | -------- | ------------ |
| Juegos Olímpicos de 1976 | Montreal | Primera fase |

### Participaciones en Copas del Mundo
| Mundial                                | Sede            | Resultado  |
| -------------------------------------- | --------------- | ---------- |
| Copa Mundial de Fútbol Juvenil de 1977 | Unión Soviética | Subcampeón |

## Trayectoria como jugador
| Club                        | País   | Año         |
| --------------------------- | ------ | ----------- |
| América                     | México | 1976 - 1980 |
| Atlante                     | México | 1980 - 1983 |
| Oaxtepec                    | México | 1983 - 1984 |
| Tampico Madero              | México | 1984 - 1986 |
| UANL                        | México | 1986 - 1988 |
| Atlante                     | México | 1988 - 1989 |
| Tiburones Rojos de Veracruz | México | 1989 - 1992 |

## Entrenador
En el Verano 2000, toma la dirección técnica del Atlante.
Dirigió a la selección mexicana sub-20 durante el proceso y hasta el mundial de Emiratos Árabes Unidos 2003.
Tras la salida de Diego Cocca del Club Santos Laguna fue director Técnico interino del equipo dirigiendo un juego de Concacaf Liga de Campeones y empatando en el torneo local por 1 - 1 ante el Club Deportivo Guadalajara. Después de esa aventura volvió a su antiguo empleo de director de Fuerzas Básicas del Santos Laguna.
El 22 de octubre de 2017 toma de manera interina la dirección técnica del Atlante en el Ascenso MX.
También dirigió equipos como el Club Irapuato, Tiburones Rojos de Veracruz y Chapulineros de Oaxaca. Formó parte del cuerpo técnico de los Monarcas Morelia, Club Santos Laguna, Jaguares de Chiapas, Correcaminos de la UAT, Puebla FC.

## Vida personal
Sus hijos, Eduardo Rergis Borja y Guillermo Rergis Borja, también fueron futbolista.